# アレクサンドル・ベロノゴフ
アレクサンドル・ミハイロヴィチ・ベロノゴフ（ロシア語: Александр Михайлович Белоногов、ラテン文字転写の例：Alexander Mihailovich Belonogov、1931年5月15日 −）は、ソビエト連邦の外交官。ソ連国連大使。
モスクワ国際関係大学を卒業し、ソ連外務省に入省する。1984年駐エジプトソ連大使。1986年国連ソ連代表部常任代表（国連大使）、国連安保理常任代表。1992年カナダ大使。1998年公職を引退する。